# Aromobates orostoma
Aromobates orostoma es una especie de anfibio anuro de la familia Aromobatidae.

## Distribución geográfica
Esta especie es endémica del estado de Táchira en Venezuela. Habita entre los 2300 y 2800 metros sobre el nivel del mar en la cordillera de Mérida.

## Publicación original
- Rivero, 1978 "1976" : Notas sobre los anfibios de Venezuela. 2. Sobre los Colostethus de los Andes Venezolanos. Memorias de la Sociedad de Ciencias Naturales La Salle, n.º 105, p. 327-344.[5]